# MV Savarona
MV Savarona är en statlig motoryacht. Då hon färdigställdes 1931 var hon den största i världen, och med sina 124 meter är hon ännu en av de längsta motoryachterna. Hon ägs av republiken Turkiet och har sedan 1989 hyrts av turkiske affärsmannen Kahraman Sadıkoğlu från den turkiska staten.

## Historik
Fartyget designades av Gibbs & Cox och byggdes av Blohm + Voss i Hamburg, Tyskland. Yachten kostade omkring fyra miljoner dollar (57 miljoner dollar utifrån dollarvärdet 2010).

## Fartygets olika rum
Savarona har bland annat en simbassäng, ett turkiskt bad, en teater och ett bibliotek till minne av Atatürk.

## Prostitutionsskandalen
Den 28 september 2010 vid midnatt äntrade det turkiska gendarmeriet, med assistans från den turkiska kustbevakningen, fartyget. Samtidigt gjordes tillslag på en rad andra ställen i landet, med anledning av förmodade brott mot trafficking- och prostitionslagarna.